# Abu Szama
Abu Szama (ur. 10 stycznia 1203 w Damaszku, zm. 13 czerwca 1267) – kronikarz muzułmański.
W 1251 roku ukończył swoją kronikę zatytułowaną Księga dwóch ogrodów.